# Wolkenkamm
Wolkenkamm är en bergstopp i Antarktis. Den ligger i Östantarktis. Nya Zeeland gör anspråk på området. Toppen på Wolkenkamm är 276 meter över havet.
Terrängen runt Wolkenkamm är kuperad åt sydväst, men åt nordost är den platt. Trakten är obefolkad. Det finns inga samhällen i närheten.